# Agriacris brunnea
Agriacris brunnea är en insektsart som beskrevs av Morgan Hebard 1923. Agriacris brunnea ingår i släktet Agriacris och familjen Romaleidae. Inga underarter finns listade i Catalogue of Life.